# Hydraulischer Bremsassistent
Ein Hydraulischer Bremsassistent (HBA) ist eine Assistenzfunktion in Automobilen. Es handelt sich dabei um eine besondere Ausprägung des Bremsassistenten. Der hydraulische Bremsassistenten hat die Aufgabe, Not- bzw. Panikbremsungen zu erkennen, bei denen der Fahrer die für eine Vollbremsung nötige Betätigungskraft am Bremspedal nicht aufbringt. Das System erhöht in diesen Situationen den Bremsdruck selbständig, so dass die maximale Fahrzeugverzögerung und somit ein kürzerer Bremsweg erreicht wird.

## Funktionsweise
Der Bremsassistent erkennt anhand der Betätigungsgeschwindigkeit des Bremspedals, ob der Fahrer eine Vollbremsung wünscht und erhöht den Bremsdruck automatisch bis in den ABS-Regelbereich, solange der Fahrer das Bremspedal durchtritt. Bei nachlassender Bremsdruckvorgabe durch den Fahrer verringert das System den Bremsdruck wieder auf den Vorgabewert.
Die Erkennung der Betätigungsgeschwindigkeit und die Erfassung des vom Fahrer getretenen Bremsdrucks erfolgt mittels des im ESC-Steuergerät verbauten Tandemhauptzylinder-Drucksensors. Der zusätzliche Druckaufbau über den Fahrerbremsdruck hinaus wird mit Hilfe der im ESC-System vorhandenen Hydraulikpumpe erreicht.
Auf diese Weise kann der Bremsweg in bestimmten Situationen stark verkürzt werden. Das System arbeitet kaum spürbar für den Fahrer.